# صفی‌آباد (بختگان)
صفی‌آباد، روستایی در دهستان آباده طشک بخش مرکزی شهرستان بختگان در استان فارس ایران است.

## جمعیت
بر پایه سرشماری عمومی نفوس و مسکن در سال ۱۳۹۵، جمعیت این روستا برابر با ۸۷ نفر (۲۲ خانوار) بوده است.